# Futsū ni Kiitekure
Futsū ni Kiitekure (フツーに聞いてくれ?  Lit. Escúchame normalmente), también conocido como Just Listen to the Song en inglés, es un manga web one-shot japonés escrito por Tatsuki Fujimoto e ilustrado por Oto Tōda. Fue lanzado en el sitio web Shōnen Jump+ de Shūeisha el 4 de julio de 2022.

## Publicación
Escrito por Tatsuki Fujimoto e ilustrado por Oto Tōda, el one-shot se lanzó en el sitio web de manga Shōnen Jump+ de Shūeisha el 4 de julio de 2022.
VIZ Media publicó el one-shot en inglés simultáneamente con su lanzamiento en japonés.

## Recepción
Brian Salvatore de Multiversity Comics elogió la historia a pesar de la corta duración del manga, especialmente por cómo dejó varias partes a la interpretación; Salvatore también elogió la obra de arte de Toda. Sin embargo, Salvatore sintió que el manga le dice al lector qué pensar a veces. Kazushi Shimada de Real Sound elogió el mensaje de la historia sobre la búsqueda del significado más profundo en el arte y la obra de arte de Toda. A Shimada también le gustó que la historia quedara vaga y abierta a interpretación en algunos puntos.